# 浪漫輸給你
《浪漫輸給你》（英語：Lost Romance），2020年三立華人電視劇週日十點檔系列的第四十九部作品。由張立昂、宋芸樺、連晨翔、廖奕琁、許孟哲、蔡瑞雪領銜主演。本劇獲中華民國文化部109年度電視節目製作補助案連續劇類補助1,500萬元。於2020年4月14日開鏡，台視於6月7日晚上10點首播。三立都會台於6月13日晚上10點播出，劇末播出幕後花絮《遇見浪漫的每一秒》播放漏網鏡頭，戲末後會在Vidol影音頻道上傳播出，接檔《跟鯊魚接吻》。
本劇播出後受到觀眾歡迎及引起熱烈討論，以57,093筆網路聲量榮登「2020年度二十大網路最紅台劇」冠軍。  同時自2020年6月10日在美國串流平台Viki上映後，連續40週登上該平台台灣電視劇排行榜冠軍。

## 故事大綱
鄭曉恩 (宋芸樺飾)，一個平凡的出版社員工，負責言情小說的編輯，時常幻想有個高富帥的霸道總裁可以拯救自已苦難的生活。曉恩每天最療癒的時光就是和同事一起偷看對面大樓的帥哥CEO賀天行 (張立昂飾)，他的一舉一動都能讓她們興奮地討論一整天。
不料，這個小小的嗜好，卻讓她意外成為賀天行被人推下樓的唯一目擊證人。陰錯陽差之下，曉恩莫名地昏了過去，等她再次醒來，世界全變了！？迎面走過來的人居然是賀天行？

## 播出時間
| 頻道     | 所在地 | 播出日期     | 播出時間          |
| -------- | ------ | ------------ | ----------------- |
| 台視主頻 | 臺灣   | 2020年6月7日 | 週日 22:00－23:30 |
| Vidol    | 全球   | 2020年6月7日 | 每週日 23:30上架  |

## 演員列表
| 演員     | 角色     |
| 張立昂   | 賀天行   |
| 張立昂   | 司徒傲然 |
| 宋芸樺   | 鄭曉恩   |
| 連晨翔   | 端木青風 |
| 連晨翔   | 陳青     |
| 蔡瑞雪   | 凌楚楚   |
| 蔡瑞雪   | 楚楚     |
| 廖奕琁   | 賀明莉   |
| 許孟哲   | 賀天健   |
| 許孟哲   | 司徒默然 |
| 劉主平   | 林春天   |
| 劉主平   | 林秋天   |
| 陳歆姸   | 蘇珊娜   |
| 陳歆姸   | 蘇珊     |
| 湯志偉   | 胡朝欽   |
| 林敬倫   | 傑森     |
| 李迪恩   | 喬治     |
| 蕭瑤     | 徐瓊美   |
| 元康     | 姚谷平   |
| 劉昌翰   | 潘從偉   |
| 王道     | 賀昭南   |
| 廖楷閔   | 黑衣人   |
| 侯欣言   | 黑衣人   |
| 黃歆     | 孫自怡   |
| 卓毓彤   | 東方萌   |
| 張簡義忠 | 刑警     |
| 孫協志   | 程青     |
| 馮先鉑   | 楚雲     |
| 郭雪芙   | 柳慕霜   |

## 電視劇歌曲
| 曲別   | 歌名             | 演唱者           | 作詞                     | 作曲                     |
| 片頭曲 | 記得捨不得       | 蔡佩軒           | 吳易緯                   | 張逸帆、蔡佩軒           |
| 片尾曲 | 輸給你           | 張立昂           | 張立昂                   | 張立昂                   |
| 插曲   | Tonight I’m Here | 張立昂           | 張立昂                   | 張立昂                   |
| 插曲   | 說說話           | 張立昂           | 張立昂                   | 張立昂                   |
| 插曲   | 回不去的海       | 蔡佩軒           | 葛大為                   | 張逸帆                   |
| 插曲   | 遠距離           | 蔣卓嘉           | 徐若瑄 Rap詞：蔣卓嘉     | 蔣卓嘉                   |
| 插曲   | 對愛入座         | 蔡佩軒、屁孩Ryan | 蔡佩軒、屁孩Ryan、張逸帆 | 蔡佩軒、屁孩Ryan、張逸帆 |

## 各集標題
| 集數 | 台視首播日期   | 標題                     |
| 1    | 2020年6月7日   | 最療癒的時光             |
| 2    | 2020年6月14日  | 作夢真實傻傻分不清       |
| 3    | 2020年6月21日  | 引起注意                 |
| 4    | 2020年6月28日  | 消失的神秘物品           |
| 5    | 2020年7月5日   | 同居危機                 |
| 6    | 2020年7月12日  | 不按牌理出牌             |
| 7    | 2020年7月19日  | 平靜的心掀起不尋常的波瀾 |
| 8    | 2020年7月26日  | 尋找穿越的方式           |
| 9    | 2020年8月2日   | 熟悉的面孔               |
| 10   | 2020年8月9日   | 被激發的野心             |
| 11   | 2020年8月16日  | 這個吻代表了什麼意思？   |
| 12   | 2020年8月23日  | 女主角的代價             |
| 13   | 2020年8月30日  | 兩個世界交互影響         |
| 14   | 2020年9月6日   | 豁出一切勇敢說出真相     |
| 15   | 2020年9月13日  | 未知的未來               |
| 16   | 2020年9月20日  | 愛得多深，痛就有多痛     |
| 17   | 2020年9月27日  | 世上最浪漫的一本書       |
| 18   | 2020年10月4日  | 熟悉的感覺               |
| 19   | 2020年10月11日 | 跨不過去的門檻           |
| 20   | 2020年10月18日 | 天亮之後                 |

## 收視率

### 台視週日首播收視率
| 臺灣 臺灣電視台 首播收视率 （AC尼爾森） |                |        |      |                                                                  |
| 集數                                    | 播出日期       | 收视率 | 排名 | 備註                                                             |
| 1                                       | 2020年6月7日   | 0.85   | 1    | 25至39歲女性收視率1.0 15至24歲女性收視率1.21 最高分段收視率1.06  |
| 2                                       | 2020年6月14日  | 0.73   | 1    |                                                                  |
| 3                                       | 2020年6月21日  | 0.82   | 1    |                                                                  |
| 4                                       | 2020年6月28日  | 0.75   | 2    | 同時段 民視 無主之子 1.35                                        |
| 5                                       | 2020年7月5日   | 0.90   | 2    | 同時段 民視 無主之子 1.38                                        |
| 6                                       | 2020年7月12日  | 0.96   | 2    | 同時段 民視 無主之子 1.36                                        |
| 7                                       | 2020年7月19日  | 1.06   | 2    | 25至39歲女性收視率1.23 同時段 民視 三春記 1.80                   |
| 8                                       | 2020年7月26日  | 0.93   | 2    | 同時段 民視 三春記 2.05                                          |
| 9                                       | 2020年8月2日   | 1.12   | 1    | 15至24歲女性收視率1.75 35至49歲女性收視率1.67 工作女性收視率1.41 |
| 10                                      | 2020年8月9日   | 1.22   | 1    | 15至44歲收視率1.26                                               |
| 11                                      | 2020年8月16日  | 1.11   | 1    |                                                                  |
| 12                                      | 2020年8月23日  | 1.18   | 1    |                                                                  |
| 13                                      | 2020年8月30日  | 0.96   | 1    |                                                                  |
| 14                                      | 2020年9月6日   | 0.92   | 1    |                                                                  |
| 15                                      | 2020年9月13日  | 1.16   | 2    | 15至24歲女性收視率2.06 同時段 華視 我的婆婆怎麼那麼可愛 1.17     |
| 16                                      | 2020年9月20日  | 0.98   | 1    |                                                                  |
| 17                                      | 2020年9月27日  | 1.01   | 2    | 同時段 華視 我的婆婆怎麼那麼可愛1.04                             |
| 18                                      | 2020年10月4日  | 1.06   | 1    |                                                                  |
| 19                                      | 2020年10月11日 | 1.02   | 2    | 15至24歲女性收視率1.92 同時段 華視 我的婆婆怎麼那麼可愛 1.06     |
| 20                                      | 2020年10月18日 | 1.27   | 1    | 同時段 華視 我的婆婆怎麼那麼可愛1.27 《最終章：天亮之後》        |
| 平均收視率                              | 平均收視率     | 1.00   |      |                                                                  |

1. 同时段或交叉时段主要节目：
  - 華視《若是一個人》/《老姑婆的古董老菜單》/《我的婆婆怎麼那麼可愛》
  - 民視《鏡子森林》/《無主之子》/《三春記》/《黑喵知情》
  - 中視《稍息立正我愛你》（重播）/《中餐廳》（精選）/《中餐廳（第三季）》
  - 三立台灣台《超級紅人榜》
2. 数据由AGB尼爾森調查，調查範圍是四歲以上收看電視之觀眾。
3. 資料來源：台灣-偶像劇場

## 取景

#### 台中市
- 東區
  - 新天地西洋博物館
- 中區
  - 繼光工務所
  - 千越大樓
  - 巴黎珠寶旗艦店
  - 第二市場
  - 綠川水岸廊道
  - 柳原教會
  - 自由路二段35巷（瓦庫麻辣鍋旁）
- 北區
  - 薆悅酒店經典館
  - 前堂咖啡
  - 心跳女僕咖啡 Doki² Maid Café  （页面存档备份，存于）
- 西區
  - 鄉林建設之鄉林美術舘 （页面存档备份，存于）
  - 對面Duei Mien
  - Jubilee禧年民宿
  - 柔洋房 Supple House 皮件店
  - 做咖啡二店
  - 中美公園
  - 中山招待所
  - 台中刑務所演武場
  - 台中醫院
  - 忠信市場五權西三街入口
  - 弎學植務所2號店Trivium Garden
  - Lǎo zhái 民生路老宅
  - 亞米藝術
  - 忠明公園
- 南區
  - 興大路人行道
  - 健康派出所
- 西屯區
  - 惠中六街市政北二路
  - Quizas Bistrot 89號餐酒館
  - NTC國家商貿中心
  - 親家市政廣場
  - 敦泰建設[3]
  - 樂樂書屋
  - 萊特薇庭飯店式宴會廳
  - 萊可曼法式餐廳
  - 老窩咖啡館東海店
  - 臺中國家歌劇院
  -  夏綠地公園
  - 新市政公園[4]
  - THE WANG
  - 米石里概念館
  - 惠中陸橋
  - 中央公園
  - 順天環匯酒店
  - 文修公園
  - 僑光科技大學公車站
  - 中科管理局公車站
- 南屯區
  - GOOD GOOD 好拍市集[5]
  - 益品書屋
  - 文心森林公園[6]
  - 豐樂雕塑公園（公車站）
  - 全家便利商店輕井澤店
  - Bistro88 Light
  - MYTH-Ocean
  - 黎明幼兒園
- 北屯區
  - 葳格高級中學 俊儀樓
  - 新叡建設
  - 情人橋
  - 憲賣咖啡熱河店
  - Mao King貓王經典Restaurant & Bar
  - 神諭咖啡
  - 兒童公園
  - 北屯區行政大樓
- 大里區
  - 仁愛醫院
- 太平區
  - 長安醫院
- 大肚區
  - 藍色公路
- 外埔區
  - 石頭公園
- 清水區
  - 鰲峰山公園
- 大甲區
  - 大甲鎮瀾宮
- 東勢區
  - 日光山林民宿
- 石岡區
  - 清海醫院
- 后里區
  - 大甲溪花樑鋼橋
- 新社區
  - 小路露營區

| - 古坑鄉 華山觀止 - 古坑鄉 劍湖山世界 | - 彰化市 唯愛庭園 - 伸港鄉 彰濱廢墟 - 彰化市 彰化藝術高中 - 彰化市 國立彰化生活美學館 - 彰化市 台語文創意園區 | - 魚池鄉 綠色咖啡莊園 |

## 周邊商品
- 《浪漫輸給你》電視劇小說
  - 作者：廖紹妤 / 監製：三立電視
  - 出版社：台灣角川
  - 出版日期：2020年8月31日
  - ISBN 9789865240035

- LINE TV x《浪漫輸給你》LINE 官方貼圖
  - 內容：帥氣霸總張立昂與國民初戀宋芸樺免費貼圖
  - 發行：三立電視
  - 活動日期：2020年8月31日～2020年9月16日[7]

## 大事記

### 2020年
- 4月14日，舉辦《浪漫輸給你》開鏡記者會。[8]
- 5月12日，舉辦《浪漫輸給你》暗黑姐弟卡司發佈會。[9]
- 5月20日，釋出主視覺。[10]
- 5月21日，釋出首篇Teaser-曉恩篇。[11]
- 6月5日，舉辦首映會並釋出片花。[12]
- 6月7日，台視主頻首播。 張立昂、宋芸樺、連晨翔、蔡瑞雪、廖奕琁、陳歆姸、劉主平、李迪恩出席《浪漫輸給你》首播聊天室現場。
- 6月13日，三立都會台首播。
- 8月1日，張立昂、宋芸樺、連晨翔、蔡瑞雪、許孟哲、廖奕琁、林敬倫、陳歆姸、劉主平、李迪恩出席《浪漫輸給你》台中中友百貨穿書見面會。
- 10月18日，台視頻道播出最終回。
- 10月24日，三立都會台播出最終回。

## 軼事
- 本劇是男主角張立昂和女主角宋芸樺繼2014年電影《等一個人咖啡》再次合作之作品。
- 劇中張立昂與宋芸樺在第十二集的浪漫唯美親密戲被網友評為台灣偶像劇史上最大尺度的床戲之一，同時是三立華劇自2016年開設YouTube頻道以來點閱率最高的影片，亦是完全娛樂YouTube頻道2020年點閱率第一名的影片。[13]
- 本劇與《未來媽媽》屬同一時空。[註 1]

## 製作團隊
- 導演：郝心翔
- 執行導演：黃俞婕
- 總監：楊秋蘭、王淑娟
- 監製：林知秦
- 執行監製：詹宜樺、曾齡萱、蔡欣潔
- 製作人：楊鴻志、郝心翔
- 執行製作人：劉玉成
- 編劇統籌：陳潔瑩
- 編劇：
  - 黃宣穎、曾喜寶（第1-19集）
  - 黃宣穎、曾喜寶、吳佩珍（第20集）
- 監製：怡佳娛樂經紀股份有限公司
- 製作公司：三立電視、大川大立數位影音股份有限公司、八厘米國際電影娛樂股份有限公司
- 冠名贊助
  - 台視：大誠保險經紀人
  - 三立都會台：iShine愛閃耀
  - Vidol影音：Footer玩美足肌足膜

## 獎項
| 年份   | 頒獎典禮               | 獎項                        | 入圍者                     | 結果   |
| ------ | ---------------------- | --------------------------- | -------------------------- | ------ |
| 2020年 | DailyView網路溫度計    | 2020年度二十大網路最紅台劇  | 2020年度二十大網路最紅台劇 | 第一名 |
| 2021年 | 完全娛樂初一特輯       | 完娛2020YouTube十大熱門影片 | 「傲恩CP灑糖」片段         | 第一名 |
| 2021年 | 第二屆威劇大賞         | 最佳男主角獎                | 張立昂                     | 獲獎   |
| 2021年 | 第二屆威劇大賞         | 最佳女主角獎                | 宋芸樺                     | 獲獎   |
| 2021年 | 第二屆威劇大賞         | 最佳超甜吻戲獎              | 張立昂、宋芸樺             | 獲獎   |
| 2021年 | 第二屆威劇大賞         | 最佳銷魂床戲獎              | 張立昂、宋芸樺             | 提名   |
| 2021年 | 第二屆威劇大賞         | 最佳養眼胸肌獎              | 張立昂                     | 提名   |
| 2021年 | 第十六屆首爾國際電視節 | 亞洲明星獎                  | 張立昂                     | 獲獎   |
| 2021年 | 第十六屆首爾國際電視節 | 亞洲明星獎                  | 宋芸樺                     | 提名   |

## 外部連結
- 官方网站－台視
- 官方网站－三立
- 三立華劇的Facebook專頁
- 三立華劇的Instagram帳戶
- YouTube上的三立華劇頻道
- 在Netflix上觀看《浪漫輸給你》

## 備註
1. ↑  劇中張立昂所飾演的天亮集團執行長賀天行在未來媽媽第十四集裡的新聞片段被提起。